# Elsevier's Geïllustreerd Maandschrift
Elsevier's Geïllustreerd Maandschrift was een Nederlands maandblad over cultuur en literatuur dat tussen 1891 en 1940 verscheen.

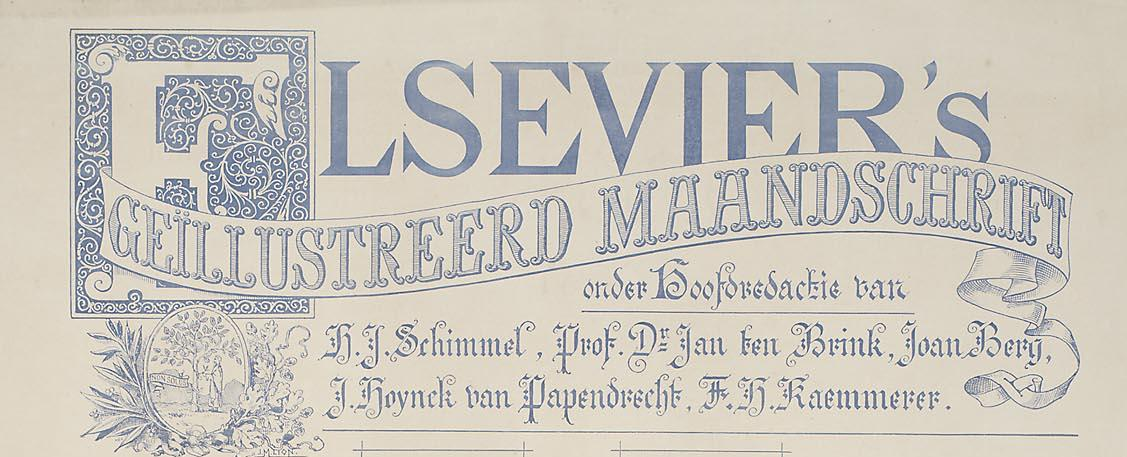
Logo uit periode ca. 1875 tot 1900

## Geschiedenis
Elsevier’s Geïllustreerd Maandschrift bevatte in de beginjaren voornamelijk geïllustreerde bellettrie, verhalen over kunstenaars en kunst, buitenlandse reportages, en, heel nieuw voor die tijd, interviews.
Later vervielen de illustraties bij de gedichten, novelles en romanfragmenten omdat de schrijvers de tekeningen vonden detoneren. Hoewel in de beginjaren het blad zich afkeerde van de nieuwe literaire stroming van de Tachtigers, wist het blad veel jonge journalisten en kunstenaars aan zich te binden, zoals de tekenaar, schilder en schrijver Hendrik Maarten Krabbé, de grootvader van de schilder en acteur Jeroen Krabbé, en de journalist Cornelis Karel Elout, die uit zou groeien tot een vooraanstaand commentator van de politiek en ook betrokken was bij de oprichting van het nog steeds bestaande Genootschap Onze Taal.

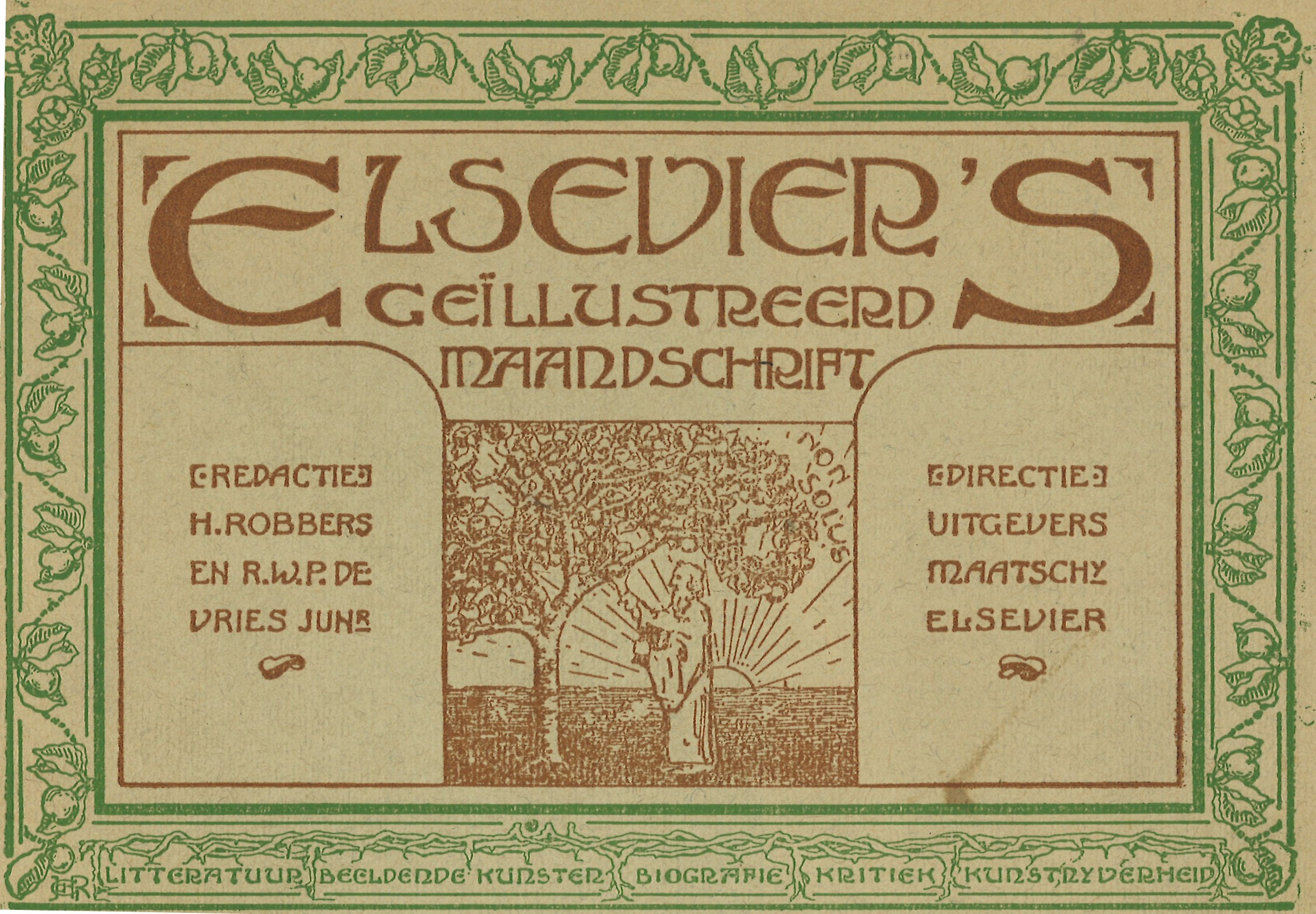
Logo uit 1911

De Duitse bezetting maakte na december 1940 publicatie van dit maandblad onmogelijk. Maar bij de lancering van het weekblad in 1945 hechtte de toenmalige directie, uitgever en hoofdredactie eraan Elseviers Weekblad een ‘voortzetting’ te noemen van Elseviers maandblad.

## Naam
De naam van het blad is gelijk aan de naam van de uitgever, Uitgevers-Maatschappij Elsevier, in 1880 opgericht als nv door onder anderen Jacobus George Robbers.
De naam werd met ingang van 1940 veranderd in Elsevier's Maandschrift.

## (Hoofd)redacteuren
Ze stonden niet altijd als zodanig in het colofon vermeld, maar dit zijn de zes hoofdredacteuren geweest, met tussen haakjes de betreffende periode.
- Jan ten Brink en H.J. Schimmel (1891-1899)
- Frits Lapidoth[2] (1898-1905)
- Herman Robbers (1905-1937)
- Top Naeff (1937-1940)
- Johannes Tielrooy (1940)

Oprichter en uitgever van het blad Jacobus George Robbers ontbreekt in dit rijtje. Volgens zijn zoon Herman was hij in de begintijd ‘de eigenlijke samensteller en verzorger’ van het tijdschrift, ‘zijn lievelingsuitgave’. Hij leidde de redactievergaderingen, ook toen zijn zoon in 1905 redacteur was geworden. Pas in 1906 staakt hij die bemoeienis, al bleef hij de redactie bestoken met ideeën.
De overige 12 redacteuren (onder wie ook illustratoren) waren:
- Joan Berg[4] (1891-1898)
- J. Hoynck van Papendrecht (1891-1898)
- F.H.Kaemmerer (1891-1898)
- H.J.N. Henricus[5] (1893)
- A.L. Koster (1894-1895)
- L.J. Plemp van Duiveland (1894-1905)
- Ph. Zilcken (1896-1906)
- R.W.P. de Vries jr. (1906-1930)
- Jos W. de Gruyter (1930-1932)
- J. Slagter[6] (1932-1935)
- A.M. Hammacher (1935-1940)
- J.G. van Gelder (1935-1940)

## Bekende medewerkers
Gedurende de halve eeuw van zijn bestaan hebben circa veertienhonderd schrijvers, journalisten en wetenschappers aan het tijdschrift meegewerkt en circa zestienhonderd kunstenaars. Hun gezamenlijke inspanningen resulteerden in zo'n vijftigduizend pagina's, verdeeld over zeshonderd nummers.
Bekende medewerkers waren Louis Couperus, Marcellus Emants, Herman Heijermans, Slauerhoff en Jan Campert, de vader van Remco Campert en dichter van Het lied der achttien dooden. Maar ook Johan Huizinga en Jan Romein leverden bijdragen. Veel schrijvers en dichters debuteerden in het blad, zoals Gerrit Achterberg en Jan de Hartog.

## Digitale versie
De Digitale Bibliotheek voor de Nederlandse Letteren van de Koninklijke Bibliotheek heeft alle 600 exemplaren van Elsevier's Geïllustreerd Maandschrift gedigitaliseerd. Alle 50 jaargangen (1891-1940) zijn sinds 2020 digitaal doorzoekbaar.

## In boekvorm
De verschenen nummers verschenen per zes in een aparte band die Romeins zijn genummerd. In totaal verschenen honderd banden.
Elsevier Boeken heeft vier boeken uitgegeven die zijn samengesteld uit artikelen uit Elsevier's Geïllustreerd Maandschrift, te weten:
- Cornelis Karel Elout, De eerste interviews, De negentiende-eeuwse vraaggesprekken van een journalistiek pionier, ISBN 978-90-352-5065-9.
- Hendrik Maarten Krabbé, Reuzenland, Grootsch en heerlijk’ – hoe een jonge Nederlandse kunstenaar zich vergaapt aan het Amerika van 1893, ISBN 978-90-6882-941-9.
- W.O.J. Nieuwenkamp: Bali, toen het nog een paradijs was, Reisverhalen, tekeningen en prenten, ISBN 978-90-688-2991-4.
- Elsevier's Maandschrift. Over Elsevier's Geïllustreerd maandschrift 1891-1940, waarin onder meer alle artikelen uit het maandschrift over het eigen blad en zijn makers zijn opgenomen, ISBN 978-90-3525-297-4.